# 亞美尼亞—荷蘭關係
亞美尼亞－荷蘭關係是指亞美尼亞和荷蘭之間的雙邊關係。兩國於1992年1月30日建立外交關係。目前雙方均為歐洲安全與合作組織和聯合國的成員。亞美尼亞在海牙設有大使館，並在希爾弗瑟姆設有名譽領事館。荷蘭在埃里溫設有大使館。
荷蘭議會於2004年承認亞美尼亞種族滅絕。